# Nesset
Nesset és un municipi situat al comtat de Møre og Romsdal, Noruega. Té 2.970 habitants (2016) i té una superfície de 1.046,07 km². El centre administratiu del municipi és el poble d'Eidsvåg.